# Megachile cypricola
Megachile cypricola är en biart som beskrevs av Mavromoustakis 1938. Megachile cypricola ingår i släktet tapetserarbin, och familjen buksamlarbin. Inga underarter finns listade i Catalogue of Life.